# Fraunhofer-Allianz Energie
Die Fraunhofer-Allianz Energie ist ein Zusammenschluss aus 20 Instituten der Fraunhofer-Gesellschaft zur Förderung der angewandten Forschung e. V., welche gemeinsam – mit unterschiedlichen Schwerpunkten und Kernkompetenzen – das Themenfeld Energie bearbeiten. Durch die Bündelung der Mitgliedsinstitute mit ca. 2000 Beschäftigten sieht sich die Fraunhofer-Allianz Energie als eine der größten Energieforschungsinstitutionen Europas.
Zentrale Schwerpunkte sind Produktentwicklungen und Forschungsdienstleistungen im Bereich der Energieerzeugung, -speicherung, -verteilung, und -integration. Im Hinblick auf eine zukunftsorientierte Energieversorgung sind die Digitalisierung des gesamten Energiesystems, systemische Lösungsangebote sowie die Einbeziehung von Rahmenbedingungen im Bereich Klima und Umwelt essenzielle Schlüsselkompetenzen der Aktivitäten der Fraunhofer-Allianz Energie.

## Ziele
Die Fraunhofer-Allianz Energie setzt sich zum Ziel, durch relevante industrienahe Forschung technische und konzeptionelle Lösungen zu entwickeln und in den Markt einzuführen, die zur umweltverträglichen Bereitstellung und einer effizienteren Nutzung von Energie beitragen. Der Bereich „Energie“ hat sich so zu einem der zentralen Themenfelder der Fraunhofer-Gesellschaft entwickelt. Langfristig leistet die Fraunhofer-Allianz Energie damit einen nationalen wie internationalen Beitrag zur angewandten Energieforschung und trägt damit zur nachhaltigen Entwicklung durch Ressourcenschonung bei.
Zielsetzung der Fraunhofer-Allianz Energie ist es, sowohl kleinen und mittelständischen Unternehmen als auch Industrie und Energiewirtschaft Zugang zu Forschungs- und Entwicklungsangeboten zu ermöglichen und so bei der Umstellung auf ein nachhaltiges Energiesystem zu unterstützen. Darüber hinaus steht die Fraunhofer-Allianz Energie auch politischen und gesellschaftlichen Institutionen in beratender Funktion zur erfolgreichen Transformation des Energiesystems zur Verfügung. Die Aktivitäten der Fraunhofer-Allianz Energie messen sich an der Vision einer nachhaltigen, sicheren, wirtschaftlichen und sozial gerechten Energieversorgung.

## Entstehung und Organisationsstruktur
Die Fraunhofer-Allianz Energie wurde Ende 2003 als Fraunhofer-Themenverbund Energie von 10 Fraunhofer-Instituten (IBP, ICT, IFF, IGB, IOSB/AST, IISB, IKTS, ISE, ISI und UMSICHT) gegründet. Der Fraunhofer-Themenverbund Energie wurde später in Fraunhofer-Allianz Energie umbenannt und umfasst aktuell 20 Mitglieder.
Die Fraunhofer-Allianz Energie wird durch einen Sprecherkreis sowie eine Geschäftsstelle koordiniert. Im Juni 2024 wurden Andreas Bett, Institutsleiter am Fraunhofer-Institut für Solare Energiesysteme ISE und Christian Doetsch, Institutsleiter am Fraunhofer-Institut für Umwelt-, Sicherheits- und Energietechnik Umsicht, zu Sprechern der Fraunhofer-Allianz Energie gewählt. Die Geschäftsstelle hat ihren Sitz am Fraunhofer ISE in Freiburg im Breisgau. Die Geschäftsstellenleitung liegt bei Simone Ringelstein und Simon Philipps.
Die Fraunhofer-Allianz Energie kooperiert mit spezifischen Fraunhofer-Netzwerken. Zudem arbeitet die Allianz Energie eng mit den beiden Partner-Allianzen, der Fraunhofer-Allianz SysWasser und der Fraunhofer-Allianz Batterien zusammen. Dies ermöglicht es, gemeinsame Kompetenzen im Bereich der erneuerbaren Energieforschung zu bündeln und an innovativen Lösungen an den Schnittstellen zu Wasserkreisläufen und Speichertechnologien zu arbeiten.

## Mitgliedsinstitute
Mitglieder der Allianz-Energie sind die folgenden Fraunhofer-Institute (Stand August 2024):
- Bauphysik (IBP)
- Chemische Technologie (ICT)
- Energiewirtschaft und Energiesystemtechnik (IEE)
- Energieinfrastrukturen und Geothermie (IEG)
- Fraunhofer-Institut für Experimentelles Software Engineering (IESE)
- Fraunhofer-Institut für Fertigungstechnik und angewandte Materialforschung (IFAM)
- Fraunhofer-Institut für Fabrikbetrieb und -automatisierung (IFF)
- Grenzflächen- und Bioverfahrenstechnik (IGB)
- Integrierte Systeme und Bauelementetechnologie (IISB)
- Keramische Technologien und Systeme (IKTS)
- Mikrotechnik und Mikrosysteme (IMM)
- Mikrostruktur von Werkstoffen und Systemen (IMWS)
- Optronik, Systemtechnik und Bildauswertung – Institutsteil Angewandte Systemtechnik (IOSB-AST)
- Produktionstechnik und Automatisierung (IPA)
- Solare Energiesysteme (ISE)
- System- und Innovationsforschung (ISI)
- Siliziumtechnologie (ISIT)
- Verkehrs- und Infrastruktursysteme (IVI)
- Windenergiesysteme (IWES)
- Umwelt-, Sicherheits- und Energietechnik (UMSICHT)

## Veranstaltungen und Aktivitäten
Im Sinne eines „One Stop Shops“ stellt die Fraunhofer-Allianz Energie die Kompetenz der Fraunhofer Energieforschung gebündelt und fokussiert vor. Dies umfasst insbesondere die Präsenz auf wesentlichen Leitmessen, wie zum Beispiel der Hannover Messe, der Volta X, oder auch der E-World. Umfasst aber auch Veranstaltungen, wie unter anderem die Teilnahme an den Berliner Energietagen, oder kundenspezifische Workshops, sowie selbst ausgerichtete Branchentage und Technologietage.
Auch international ist die Fraunhofer-Allianz Energie aktiv an der Umsetzung der Energiewende beteiligt. Beispielsweise kooperiert sie mit assoziierten Partnern, wie zum Beispiel der „Fraunhofer Innovation Platform for the Water-Energy-Food Nexus“ (FIP-WEF@SU) an der Universität Stellenbosch in Südafrika. Zudem steht die Fraunhofer-Allianz Energie in regem Austausch mit dem Fraunhofer Chile Research Center for Solar Energy Technologies (FCR-CSET), dem Fraunhofer Representative Office (RO) Korea und dem Fraunhofer-EU-Büro in Brüssel.